# Entrance Island (Lake Te Anau)
Entrance Island ist eine Insel im Lake Te Anau der Region Southland auf der Südinsel von Neuseeland.

## Geographie
Die Insel befindet sich im mittleren Teil des Lake Te Anau, direkt an der südlichen Seite des rund 2,7 km breiten Eingangs zum North Fiord, einem nach Nordwesten abgehenden Arms des Sees. Entrance Island verfügt über eine Fläche von 28,9 Hektar bei einer Länge von 1,03 km in Westnordwest-Ostsüdost-Richtung und einer maximale Breite von rund 405 m in Nordnordost-Südsüdwest-Richtung. Die bis zu 276 m hohe Insel liegt rund 200 m vom Ufer des Sees entfernt.
Die Insel ist gänzlich bewaldet.